# 大きな鳥と小さな鳥
『大きな鳥と小さな鳥』（おおきなとりとちいさなとり、伊: Uccellacci e uccellini）は、1966年公開のイタリアの風刺コメディ映画。監督はピエル・パオロ・パゾリーニ。第19回カンヌ国際映画祭において主演のトトが特別表彰された。
パゾリーニのマルクス主義的思想や内的独白を寓話的に綴ったシネマ・エッセイと言われる。
日本では長らく公開されず、1992年にクラウンレコードが『パゾリーニの鳥』（パゾリーニのとり）という題名でビデオ発売。2001年、パイオニアLDCがDVDをリリースした時に『大きな鳥と小さな鳥』に改題。劇場初公開は、2004年5月15日から6月4日にかけてユーロスペースで催された『ボンジョルノ・パゾリーニ』の1本として『大きな鳥と小さな鳥』のタイトルで上映された。

## あらすじ
ローマ近郊を父親と息子が散歩していると、人間の言葉を話せるカラスと出会う。カラスは父子にフランシスコ会の修道士が鳥たちに福音を伝えた話をする。父子は再び歩き出すが、カラスはついてくる。カラスはおしゃべりでマルクス主義的主張をまくしたてる。父子は貧困と階級闘争を考えさせられる様々な出来事を目撃する。しかし、腹が空いたので父子はカラスを殺して食べる。
ラスト、チャップリン映画のラストシーンのように父子は歩き去ってゆく。

## キャスト
- 父トト/修道士チッチッロ： トト
- 息子ニネット/修道士ニネット：ニネット・ダボリ（イタリア語版）
- ルナ：フェミ・ベニュッシ（イタリア語版）
- カラスの声：フランチェスコ・レオネッティ

## 制作
音楽はエンニオ・モリコーネ。オープニングでは、ドメニコ・モドゥーニョに映画のスタッフ・キャスト名を歌詞にして歌わせている。